# Christian Julmi
Christian Julmi (* 28. November 1978 in Ostfildern) ist ein deutscher Wirtschaftswissenschaftler und Autor.

## Leben
Christian Julmi studierte Wirtschaftsingenieurwesen sowie begleitend Angewandte Kulturwissenschaften am Karlsruher Institut für Technologie. Er schloss sein Studium 2007 mit einem Diplom ab. Von 2011 bis 2015 arbeitete er als wissenschaftlicher Mitarbeiter bei Ewald Scherm an der Fernuniversität in Hagen und promovierte dort mit seiner Dissertation über „Atmosphären in Organisationen“. Im Jahr 2022 erfolgte an der Fakultät für Wirtschaftswissenschaft derselben Universität die Habilitation und Verleihung der Lehrbefugnis für das Fachgebiet Betriebswirtschaftslehre. Der Titel seiner kumulativen Habilitationsschrift lautet Entscheidungen unter Mehrdeutigkeit. Im Sommersemester 2024 vertritt er die Professur für Arbeit, Personal und Organisation an der Universität Duisburg-Essen.

## Leistungen
Christian Julmi hat sich in zahlreichen Publikationen mit Atmosphären in zwischenmenschlichen Situationen innerhalb und außerhalb von Organisationen auseinandergesetzt. Hierbei verknüpft er Konzepte der Neuen Phänomenologie mit wirtschaftswissenschaftlichen und organisationssoziologischen Erkenntnissen, um das Wechselverhältnis von Atmosphären einerseits und der gemeinsamen Situation sozialer Gebilde andererseits zu erforschen. Dieses Verhältnis fasst er mit dem Konzept des Gestaltkreises, das auf den Mediziner Viktor von Weizsäcker zurückgeht und von Guido Rappe phänomenologisch aufbereitet wurde.
In seinen Werken geht Christian Julmi insofern über die Neue Phänomenologie von Hermann Schmitz hinaus, als er die von Rappe systematisch behandelte biografische Dimension des Leibes mit einbezieht. Diese verknüpft er mit verschiedenen Konzepten von Schmitz: der leiblichen Kommunikation, der gemeinsamen Situation und der Atmosphäre.

## Werke (Auswahl)
Bücher
- Gespräche über Kreativität. Philosophische Annäherungen an ein subjektives Phänomen. Projektverlag, Bochum, Freiburg 2013, ISBN 978-3-89733-274-4.
- Atmosphären in Organisationen. Wie Gefühle das Zusammenleben in Organisationen beherrschen. Projektverlag, Bochum, Freiburg 2015, ISBN 978-3-89733-367-3.
- Situations and Atmospheres in Organizations: A (New) Phenomenology of Being-In-The-Organization. Mimesis International, Mailand, Udine 2017, ISBN 978-88-6977-081-4.
- mit Guido Rappe: Atmosphärische Führung: Stimmungen wahrnehmen und gezielt beeinflussen. Carl Hanser Verlag, München 2018, ISBN 978-3-446-45477-4.
- Einführung in die Spieltheorie. 2. Auflage. Bookboon, Kopenhagen 2018, ISBN 978-87-403-2069-5.
- Introduction to game theory. 2. Auflage. Bookboon, Kopenhagen 2018, ISBN 978-87-403-2318-4.
- mit Ewald Scherm: Strategisches Management: Theorie, Entscheidung, Reflexion. De Gruyter, Berlin 2019, ISBN 978-3-11-054043-7.
- mit Barbara Wolf: Die Macht der Atmosphären. Verlag Karl Alber, Freiburg, München 2020, ISBN 978-3-495-49162-1.